# Stimmkreis Neustadt an der Aisch-Bad Windsheim, Fürth-Land
Der Stimmkreis Neustadt an der Aisch-Bad Windsheim, Fürth-Land ist einer von rund 90 Stimmkreisen bei Wahlen zum Bayerischen Landtag und zu den Bezirkstagen sowie bei Volksentscheiden. Er gehört zum Wahlkreis Mittelfranken.
Mindestens seit der Landtagswahl 2008 umfasst er den Landkreis Neustadt a.d.Aisch-Bad Windsheim sowie die Stadt Langenzenn und die Gemeinden Ammerndorf, Cadolzburg, Großhabersdorf, Obermichelbach, Puschendorf, Roßtal, Seukendorf, Tuchenbach, Veitsbronn, Wilhermsdorf des Landkreises Fürth. Die übrigen Gemeinden dieses Landkreises liegen im Stimmkreis Fürth.

## Landtagswahl 2023
Zur Landtagswahl 2023 traten folgende Parteien und Direktkandidaten im Stimmkreis Neustadt an der Aisch-Bad Windsheim, Fürth-Land an und erzielten folgende Ergebnisse:
| Nr. | Direktkandidat     | Partei           | Erststimmen in % | Gesamtstimmen in % |
| --- | ------------------ | ---------------- | ---------------- | ------------------ |
| 1   | Werner Stieglitz   | CSU              | 38,3             | 42,8               |
| 2   | André Höftmann     | GRÜNE            | 10,7             | 11,2               |
| 3   | Gabi Schmidt       | Freie Wähler     | 17,3             | 13,8               |
| 4   | Anni Benedikt      | AfD              | 14,5             | 14,7               |
| 5   | Harry Scheuenstuhl | SPD              | 10,3             | 9,1                |
| 6   | Johannes Loesch    | FDP              | 2,6              | 2,2                |
| 7   | Christian Löbel    | LINKE            | 1,4              | 1,4                |
| 8   | Michael Brendecke  | BP               | 0,9              | 0,7                |
| 9   | Tristan Billmann   | ÖDP              | 2,1              | 1,7                |
| 10  | -                  | Tierschutzpartei | -                | 0,6                |
| 11  | Stephan Pühler     | PdH              | 0,5              | 0,5                |
| 12  | Jürgen Osterlänger | dieBasis         | 1,4              | 1,2                |

## Landtagswahl 2018
Im Stimmkreis waren insgesamt 124.520 Einwohner wahlberechtigt. Die Landtagswahl am 14. Oktober 2018 hatte folgendes Ergebnis:
| Direktkandidat     | Partei               | Erststimmen in % | Gesamtstimmen in % | Veränderung der Gesamtstimmen im Vergleich zur Landtagswahl 2013 in % |
| ------------------ | -------------------- | ---------------- | ------------------ | --------------------------------------------------------------------- |
| Hans Herold        | CSU                  | 41,5             | 43,4               | − 6,6                                                                 |
| Harry Scheuenstuhl | SPD                  | 12,3             | 10,8               | − 9,9                                                                 |
| Gabi Schmidt       | Freie Wähler         | 12,8             | 11,2               | + 3,4                                                                 |
| André Höftmann     | GRÜNE                | 13,2             | 14,1               | + 6,2                                                                 |
| Franz Fleischer    | FDP                  | 3,1              | 3,3                | + 1,1                                                                 |
| Henry Förster      | LINKE                | 3,2              | 3,4                | + 1,1                                                                 |
| Michael Brendecke  | BP                   | 0,7              | 0,6                | − 0,3                                                                 |
| Jürgen Osterlänger | ÖDP                  | 1,4              | 1,3                | − 0,7                                                                 |
| Stefan Warsinke    | PIRATEN              | 0,7              | 0,7                | − 1,2                                                                 |
| Karola Kistler     | Die Franken          | 1,2              | 1,0                | − 1,4                                                                 |
| Raimund Swoboda    | AfD                  | 9,5              | 9,3                | + 9,3                                                                 |
| -                  | mut                  | -                | 0,1                | + 0,1                                                                 |
| -                  | Die Partei           | -                | 0,3                | + 0,3                                                                 |
| -                  | Gesundheitsforschung | -                | 0,1                | + 0,1                                                                 |
| Michaela Fischer   | V-Partei³            | 0,4              | 0,3                | + 0,3                                                                 |

## Landtagswahl 2013
Die Wahlbeteiligung der 123.347 Wahlberechtigten im Stimmkreis betrug 66,9 Prozent, bei einem Landesdurchschnitt von 63,9 Prozent war dies Rang 24 unter den 90 Stimmkreisen. Das Direktmandat ging an Hans Herold (CSU).
| Direktkandidat       | Partei       | Erststimmen | Gesamtstimmen | Gesamtstimmen ggü. Bayern (%p) | Gesamtstimmen ggü. 2008 (%p) |
| -------------------- | ------------ | ----------- | ------------- | ------------------------------ | ---------------------------- |
| Hans Herold          | CSU          | 49,3 %      | 50,0 %        | +2,3 %                         | +0,1 %                       |
| Harry Scheuenstuhl   | SPD          | 21,9 %      | 20,7 %        | +0,1 %                         | +2,9 %                       |
| Gabi Schmidt         | FREIE WÄHLER | 8,3 %       | 7,8 %         | −1,2 %                         | −4,1 %                       |
| Marianne Schwämmlein | GRÜNE        | 7,0 %       | 7,9 %         | −0,7 %                         | +1,5 %                       |
| Thomas Peter         | FDP          | 2,2 %       | 2,2 %         | −1,1 %                         | −2,4 %                       |
| Henry Förster        | DIE LINKE    | 2,1 %       | 2,3 %         | +0,2 %                         | −1,8 %                       |
| Jürgen Osterlänger   | ÖDP          | 2,1 %       | 2,0 %         | +0,0 %                         | −0,3 %                       |
| Horst Hegeler        | REP          | 0,8 %       | 0,8 %         | −0,2 %                         | −0,6 %                       |
| Richard Vahlberg     | NPD          | 1,1 %       | 1,1 %         | X                              | −0,3 %                       |
| Heidi Abele-Kloha    | BP           | 0,9 %       | 0,9 %         | −1,2 %                         | +0,8 %                       |
| Karola Kistler       | DIE FRANKEN  | 2,4 %       | 2,4 %         | X                              | X                            |
| Raphael Rosenberg    | PIRATEN      | 1,8 %       | 1,9 %         | −0,1 %                         | X                            |

## Landtagswahl 2008
Bei der Landtagswahl 2008 waren im Stimmkreis 122.655 Einwohner stimmberechtigt. Die Wahlbeteiligung betrug 62,4 %. Die Wahl hatte folgendes Ergebnis:
| Direktkandidat     | Partei                | Erststimmen in % | Gesamtstimmen in % | Veränderung der Gesamtstimmen im Vergleich zur Landtagswahl 2003 in % |
| ------------------ | --------------------- | ---------------- | ------------------ | --------------------------------------------------------------------- |
| Hans Herold        | CSU                   | 49,0             | 49,9               | – 10,7                                                                |
| Michael Bischoff   | SPD                   | 20,4             | 17,8               | – 2,5                                                                 |
| Stefan Spielvogel  | Bündnis 90/Die Grünen | 6,1              | 6,4                | – 0,2                                                                 |
| Walter Zägelein    | Freie Wähler          | 10,0             | 11,9               | + 6,2                                                                 |
| Jörg Rohde         | FDP                   | 4,7              | 4,6                | + 2,3                                                                 |
| Heidi Vollmar      | REP                   | 1,5              | 1,4                | – 0,6                                                                 |
| Jürgen Osterlänger | ödp                   | 2,7              | 2,3                | + 0,5                                                                 |
| -                  | BP                    | -                | 0,1                | – 0,3                                                                 |
| Henry Förster      | Die Linke             | 4,2              | 4,1                | + 4,1                                                                 |
| -                  | VIOLETTE              | -                | 0,1                | + 0,1                                                                 |
| Jasmin Oleszak     | NPD                   | 1,5              | 1,4                | + 1,4                                                                 |